# العلاقات التركية الجنوب سودانية
العلاقات التركية الجنوب سودانية هي العلاقات الثنائية التي تجمع بين تركيا وجنوب السودان.

## مقارنة بين البلدين
هذه مقارنة عامة ومرجعية للدولتين:
| وجه المقارنة                                              | تركيا         | جنوب السودان                  |
| --------------------------------------------------------- | ------------- | ----------------------------- |
| المساحة (كم2)                                             | 783.56 ألف    | 619.75 ألف                    |
| عدد السكان (نسمة)                                         | 80.14 مليون   | 12.58 مليون                   |
| الكثافة السكانية (ن./كم²)                                 | 102.28        | 20.3                          |
| العاصمة                                                   | أنقرة         | جوبا                          |
| اللغة الرسمية                                             | اللغة التركية | لغة إنجليزية                  |
| العملة                                                    | ليرة تركية    | جنيه جنوب سوداني، جنيه سوداني |
| الناتج المحلي الإجمالي (بليون دولار)                      | 851.10 مليار  | 2.90 مليار                    |
| الناتج المحلي الإجمالي (تعادل القوة الشرائية) بليون دولار | 1.57 تريليون  | 22.88 مليار                   |
| الناتج المحلي الإجمالي الاسمي للفرد دولار أمريكي          | 9.12 ألف      | 73                            |
| الناتج المحلي الإجمالي للفرد دولار أمريكي                 | 19.79 ألف     | 2.02 ألف                      |
| مؤشر التنمية البشرية                                      | 0.761         | 0.467                         |
| رمز المكالمات الدولي                                      | +90           | +211                          |
| رمز الإنترنت                                              | .tr           | .ss                           |
| المنطقة الزمنية                                           | ت ع م+03:00   | ت ع م+03:00                   |

## منظمات دولية مشتركة
يشترك البلدان في عضوية مجموعة من المنظمات الدولية، منها:
| علم المنظمة | اسم المنظمة                               | تاريخ انضمام تركيا | تاريخ انضمام جنوب السودان |
| ----------- | ----------------------------------------- | ------------------ | ------------------------- |
|             | مؤسسة التنمية الدولية                     | 22 ديسمبر 1960     | 18 أبريل 2012             |
|             | يونسكو                                    | 4 نوفمبر 1946      | 27 أكتوبر 2011            |
|             | وكالة ضمان الاستثمار متعدد الأطراف        | 3 يونيو 1988       | 18 أبريل 2012             |
|             | الأمم المتحدة                             | 24 أكتوبر 1945     | 14 يوليو 2011             |
|             | الاتحاد البريدي العالمي                   | ?                  | ?                         |
|             | البنك الدولي للإنشاء والتعمير             | 11 مارس 1947       | 18 أبريل 2012             |
|             | الاتحاد الدولي للاتصالات                  | 1866               | 3 أكتوبر 2011             |
|             | مؤسسة التمويل الدولية                     | 19 ديسمبر 1956     | 18 أبريل 2012             |
|             | المركز الدولي لتسوية المنازعات الاستشارية | 2 أبريل 1989       | 18 مايو 2012              |
|             | منظمة الشرطة الجنائية الدولية             | ?                  | ?                         |
|             | البنك الإفريقي للتنمية                    | ?                  | ?                         |

## وصلات خارجية
- موقع وزارة الخارجية التركية
- موقع وزارة الخارجية الجنوب سودانية